# Marcelino Bernal
Pour les articles homonymes, voir Bernal.
Marcelino Bernal Pérez est un footballeur mexicain, né le 27 mai 1962, à Tepic.

## Biographie
En tant que milieu de terrain, il fut international mexicain à reprises (1988-1998) pour 5 buts.
Il participa à la Coupe du monde de football de 1994, aux États-Unis. Il fut trois fois titulaire contre l’Italie, la Bulgarie et l’Irlande, et remplaçant contre la Norvège. Il inscrit un but à la 57e minute () contre l’Italie, match qui se solda par un match nul (1-1). Le Mexique est éliminé en huitièmes par la Bulgarie aux tirs au but. Il fit la séance des tirs au but, et il voit son tir arrêté par le gardien bulgare, Borislav Mikhailov.
Puis il participa à la Copa América 1995, en Uruguay. Il joue 3 matchs sur 4 (Paraguay, Venezuela et États-Unis), et les 3 en tant que titulaire. Le Mexique est éliminé en quarts par les États-Unis.
Ensuite, il participa à la Coupe des confédérations 1995. Il fut titulaire dans tous les matchs (Arabie saoudite, Danemark, Nigeria), et lors du 1er tour, le Mexique et le Danemark durent se départager pour voir lequel irait en finale. Marcelino Bernal rata son tir au but, et le Danemark alla en finale. Il termine 3e du tournoi.
Sa dernière compétition internationale est la Coupe du monde de football de 1998, en France. Il ne joue que deux matchs sur les 4 (titulaire contre l'Allemagne, remplaçant contre la Corée du Sud). Le Mexique est sorti dès les huitièmes de finale.
Il joua dans 6 clubs mexicains (CD Cruz Azul, CF Puebla, Club Toluca, Club de Futbol Monterrey, CF Pachuca et Pumas UNAM) et remporta deux titres de champion du Mexique en 1990 et en 1999.

## Clubs
- 1983-1987 : CD Cruz Azul
- 1987-1991 : CF Puebla
- 1991-1997 : Club Toluca
- 1997-1998 : Club de Futbol Monterrey
- 1999-2000 : CF Pachuca
- 2000-2002 : Pumas UNAM

## Palmarès
- Championnat du Mexique de football

- - Champion en 1990 et en 1999
  - Vice-champion en 1987